# Malton
Malton es una localidad situada en el condado de Yorkshire del Norte, en Inglaterra (Reino Unido), con una población estimada a mediados de 2016 de 5277 habitantes.
Se encuentra ubicada al norte de la región Yorkshire y Humber, cerca de la frontera con la región Nordeste de Inglaterra, de los montes Peninos, de la costa del mar del Norte y de las ciudades de York y Northallerton —la capital del condado.

## "La capital gastronómica de Yorkshire"
Malton ha sido descrita como "la capital gastronómica de Yorkshire" y The Sunday Times lo votó como uno de los mejores lugares para vivir en Gran Bretaña en las listas de 2017 y 2018.